# Лиз Аллан
Эли́забет «Лиз» А́ллан (англ. Elizabeth "Liz" Allan), также известная как Эли́забет А́ллан-О́зборн (англ. Elizabeth Allan-Osborn) и обычно названа по ошибке Лиз А́ллен (англ. Liz Allen) — персонаж американских комиксов издательства Marvel Comics, созданная Стэном Ли и Стивом Дитко. В своих ранних появлениях Лиз была популярной и привлекательной девушкой в старшей школе, в которой учился Питер Паркер. Она выступает в качестве постоянного второстепенного героя в комиксах о Человеке-пауке и разделяет родственную связь с Гарри Озборном и Расплавленным человеком.
Лора Харриер исполнила роль Лиз Аллан в фильме «Человек-паук: Возвращение домой» (2017), который входит в медиафраншизу «Кинематографическая вселенная Marvel» (КВМ).

## История публикаций
Впервые этот персонаж упоминается в Amazing Spider-Man #4 (Сентябрь, 1963), в том же выпуске, где дебютировала Бетти Брант. Раннее в Amazing Fantasy #15 (Август, 1962) фигурировала безымянная ученица старшей школы, имеющая сходство с Лиз. Она часто появлялась в качестве второстепенного персонажа серии вплоть до Amazing Spider-Man #28 (Сентябрь, 1965), когда окончила старшую школу вместе с Питером Паркером.
Почти десять лет спустя Лиз Аллан вернулась в серию, в сюжетной линии, охватывающей Amazing Spider-Man #132-133 (май — июнь 1974), в которой было установлено, что она является сводной сестрой Расплавленного человека. Сценарист Джерри Конвей заявил: «Мне нравилось возвращаться к тому времени, когда я находился под сильным впечатлением от оригинальной эпохи Стэна Ли/Стива Дитко, поэтому возвращение Лиз Аллан было тем, что я давно хотел сделать. И это дало мне причину вернуться и посмотреть, в каких выпусках она появлялась, что привело к первому появлению Расплавленного человека».

## Биография
Лиз была студенткой старшей школы Мидтауна и долгое время выступала в качестве любовного интереса Питера Паркера и Флэша Томпсона.
Поначалу Питер испытывал романтические чувства к Лиз. Тем не менее, девушка была подругой Флэша Томпсона и считала Питера неудачником, нередко принимая участие в общих насмешках, которым юноша ежедневно подвергался. В своих ранних появлениях она изображалась непостоянной и довольно легкомысленной, не жестокой, но лишённой сочувствия, необходимого для восприятия привлекательных качеств Питера.
В какой-то момент она отвергла ухаживания и Питера Паркера, и Флэша Томпсона, влюбившись в Человека-паука и выражая надежду, что когда-нибудь костюмированный супергерой позвонит ей. Со временем она смягчилась по отношению к Питеру и начала испытывать некоторую степень привязанности к бывшему «книжному червяку». Когда Лиз узнала, что больной Питер надел костюм Человека-паука, чтобы спасти Бетти Брант от Доктора Осьминога, девушка влюбилась в него. Несмотря на это, интерес Питера значительно ослаб, поскольку он заметил, что Лиз никогда не проявляла к нему реального интереса, пока он не начал встречаться с Бетти Брант, и предположил, что её чувства — не более чем школьная влюблённость.
В дальнейшем Питер и Лиз окончили среднюю школу. На церемонии вручения дипломов, Лиз призналась ему в своих чувствах, отметив, что они не могут быть вместе, и вскоре после этого покинула его. Между тем, Питер, в обличье Человека-паука, сражался со сводным братом Лиз, Марком Рэкстоном, более известным как Расплавленный человек.
Она не появлялась в жизни Питера в течение многих лет, в то время как у него развивались романтические отношения с Гвен Стейси и Мэри Джейн Уотсон. Позже она вышла замуж за Гарри Озборна, с которым познакомилась на свадьбе Бетти Брант и Неда Лидса, став Лиз Аллан-Озборн. У пары родился сын, Норми Озборн. Их семейная жизнь окончилась трагично, так как вскоре Гарри пошёл по стопам своего отца, взяв личность Зелёного гоблина, а затем умер. Гарри попытался передать наследие Зелёного гоблина своему сыну Норми, однако этого не случилось благодаря вмешательству Человека-паука, Марка Рекстона и Бена Уриха.
Некоторое время спустя, Лиз начала встречаться с Фогги Нельсоном, юридическим партнёром адвоката Мэтта Мёрдока, однако пара распалась, когда Мистерио взял под контроль Фогги, с целью свести Сорвиголову с ума. Как и в случае с другими мужчинами в её жизни, Лиз почувствовала предательство со стороны Фогги и разорвала с ним отношения.
После того, как Человек-паук раскрыл свою личность во время событий Civil War, Лиз обиделась на него, обвинив Питера в большом количестве смертей, произошедших в их жизни. Тем не менее, когда Мефисто стёр воспоминания о свадьбе Питера Паркера и Мэри Джейн, личность Человека-паука была забыта, в то время как Гарри ожил, но их брак с Лиз был расторгнут.
Лиз и Норми присутствовали при получении Расплавленным человеком противоядия от своего состояния. Сбежавший из подвала Марк, в котором Лиз держала его ради собственной безопасности, излечился благодаря Озкорпу. Впоследствии Лиз присутствовала на вечеринке, организованной в честь Флэша, чтобы помочь ему оправиться от потери ног.
Во время сюжетной линии Fear Itself Лиз и Норми пытались покинуть Нью-Йорк, из-за развернувшегося в городе хаоса, и столкнулись с грабителями банка . Впоследствии Лиз добилась огромного успеха в области индустрии науки и техники, став генеральным директором компании Allan Chemical, которую затем объединила с Horizon Labs и Озкорпом, создав Алхемакс.
Во время войны в Нью-Йорке между Человеком-пауком и Королём Гоблинов Лиз была показана в союзе с последним, действующим под псевдонимом Мэйсон Бэнкс, в качестве одного из главных инвесторов Алхемакса, чтобы создать империю, которую унаследует его внук. После поражения Нации Гоблинов она помогла своему бывшему свёкру снова избежать ареста Человеком-пауком.

## Альтернативные версии

### MC2
В реальности MC2 Лиз Аллан вышла замуж за Фогги Нельсона после смерти Гарри Озборна. У неё развилась смертельная болезнь, что способствовало расстройству личности её сына Норми и его становлению в качестве Зелёного гоблина.

### Человек-паук любит Мэри Джейн
В этой реальности Лиз изображена как лучшая подруга Мэри Джейн. Лиз примиряется со своим парнем Флэшем Томпсоном после разрыва с ним, когда Флэш открыто заявил перед всей школой, что любит Мэри Джейн.

### Ultimate Marvel
Ultimate-версия Лиз Аллан ходит в ту же школу, что и Человек-паук и Мэри Джейн Уотсон, а также является лучшей подругой последней. В Ultimate Spider-Man #4 (Февраль, 2001) пьяная Лиз пытается соблазнить Питера Паркера, но тот отвергает её ухаживания, когда их замечает Мэри Джейн. В дальнейшем выясняется, что Лиз боится мутантов. Свою фобию она объясняет тем, что её дядя был мутантом, а затем умер, хотя не раскрывает обстоятельства его смерти. С тех пор Лиз опасается мутантов и сверхлюдей. Когда Джонни Шторм поступает в их школу, Лиз влюбляется в него и они отправляются на свидание во время которого тот случайно загорается и раскрывает себя, как Человека-факела, после чего перепуганная Лиз убегает. Чувствуя вину перед ней, Джонни покидает школу.
С переводом Китти Прайд, публично известного мутанта и бывшего участника Людей Икс в старшую школу Мидтауна, Лиз обвиняет её в том, что девушка считает себя лучше остальных, потому что она мутант, однако Китти опровергает её слова. Лучшая подруга Лиз, Мэри Джейн, также говорит Лиз держать свою мутантную фобию при себе.
Впоследствии выясняется, что сама Лиз является мутантом, а также Ultimate-версией Огненной звезды. Её сила проявляется во время пляжной вечеринки, свидетелями чего оказываются её друзья. Сначала она обвиняет в этом Джонни Шторма, но затем, после разговора с Человеком-льдом и Человеком-пауком понимает, что так как её дядя является мутантом, она могла унаследовать этот ген. На встречу с ней прибывает Магнето, который, как оказалось, обещал её отцу связаться с ней, после проявления её мутантских сил. По словам Магнето, отец Лиз является членом Братства мутантов. В то время как Человек-паук и Человек-лёд совместными усилиями задерживают Магнето, Лиз возвращается домой, требуя правды от своей матери. Выясняется, что её дядя Фрэнк, на самом деле был её отцом и, в настоящее время, действует под псевдонимом Пузырь. На предложение Магнето присоединиться к нему Лиз отвечает отказом, когда узнаёт, что Человеком-пауком всё это время был её друг Питер Паркер, и, вдохновившись его примером, решает использовать свои силы во благо, присоединившись к Людям Икс.
В Ultimate X-Men было показано, что Лиз взяла себе кодовое имя Огненная звезда и научилась контролировать суперспособности. В альтернативном будущем из Ultimate X-Men / Fantastic Four Annual она является «Человеком-факелом» новой Фантастической четвёрки. В Ultimate Comics: X Лиз была показана как часть группы Беглецы, в которую также вошли Джимми Хадсон, Карен Грант, Дерек Морган и Халк. После короткой работы с командой она поселяется в Тиане, убежище для мутантов, до его уничтожения. Затем она присоединяется к Людям Икс.

## Вне комиксов

### Телевидение

Лиз в мультсериале «Новые приключения Человека-паука»

- Лиз Аллан появляется в мультсериале «Человек-Паук» 1994 года, озвученная Марлой Рубинофф. Здесь она является близкой подругой Мэри Джейн. Лиз присутствует на свадьбе Питера Паркера и Мэри Джейн, на которую напал Гарри Озборн, вернувшись к личности Зелёного гоблина, и пригрозил взорвать церковь и всех кто в ней находится, если священник не поженит их с Мэри Джейн. Лиз говорит Гарри, что он по-прежнему дорог своим друзьям и признаётся в своих чувствах к нему. Потрясённый откровением, что кто-то любит его, Гарри отказывается от своих намерений и возвращается в больницу, чтобы пройти лечение.
- Лиз Аллан является одной из центральных персонажей мультсериала «Новые приключения Человека-паука», озвученная Аланной Юбак. В начале сериала она дружит с Салли Аврил и является девушкой Флэша Томпсона. Впоследствии у неё появляются чувства к Питеру Паркеру, когда тот начинает помогать ей с учёбой. Некоторое время спустя, они начинают встречаться с Питером, но их отношения осложняются из-за его роли в качестве Человека-паука и чувств к Гвен Стейси. В финальной серии он расстаётся с ней, чтобы быть вместе с Гвен, однако Лиз, дабы сохранить достоинство перед сверстниками, делает вид, что это она бросает его, в то же время убиваясь горем.
- Лиз Аллан, озвученная Натали Ландер, появляется в мультсериале «Человек-Паук» 2017 года. В этом мультсериале является Чудачкой.

### Кино
- Согласно новеллизации фильма «Человек-паук» 2002 года, Лиз Аллан в исполнении Салли Ливингстоун появляется в небольшой сцене, когда Питер пытается подсесть в автобусе к девушке в очках. Лиз отвечает: «Даже не думай об этом!».
- Лора Хэрриер исполнила роль Лиз Аллан в фильме «Человек-паук: Возвращение домой»[2]. В фильме является дочерью Эдриана Тумса и имеет романтические чувства к Питеру Паркеру. После того, когда её отца арестовывают за торговлю оружием, она заявляет Питеру, что вынуждена покинуть город.